# Les troqueurs
Les troqueurs (título original en francés; en español, Los cambalacheros) es una ópera cómica en un acto con música de Antoine Dauvergne y libreto en francés de Jean-Joseph Vadé, basado en el relato en verso homónimo de La Fontaine. Se estrenó en el Foire Saint-Laurent en París el 30 de julio de 1753 y repuesto por la Opéra-Comique en el Hôtel de Bourgogne el 26 de febrero de 1762.

## Historia
Aunque titulada una opéra bouffon o un intermède, Les troqueurs es famosa como una importante obra en el desarrollo de la opéra comique. Desde 1752, la vida musical en París había estado trastornada por la así llamada Querelle des Bouffons, una disputa entre los partidarios rivales de la música francesa y la italiana. A la facción italiana le gustaba mucho la ópera cómica (opera buffa), cuya mejor representación a sus ojos era La serva padrona de Giovanni Battista Pergolesi. Jean Monnet, jefe del Théâtre de la Foire Saint-Laurent, decidió encargar a Dauvergne una nueva ópera francesa en el estilo de Pergolesi. El resultado fue Les troqueurs y fue un éxito inmediato. 
Es una ópera poco representada en la actualidad; en las estadísticas de Operabase aparece con sólo dos representaciones en el período 2005-2010, siendo la primera y única representada de Antoine Dauvergne.

## Personajes
| Personaje | Tesitura | Reparto del estreno |
| --------- | -------- | ------------------- |
| Lubin     | bajo     |                     |
| Lucas     | bajo     |                     |
| Fanchon   | soprano  |                     |
| Margot    | soprano  | Marie-Jeanne Fesch  |